# Rollendistanz
Rollendistanz bezeichnet in der Soziologie (und insbesondere im symbolischen Interaktionismus von Erving Goffman) die Fähigkeit, Normen oder Rollenerwartungen wahrzunehmen, sie zu interpretieren und mit ihnen reflektierend so umzugehen, dass die eigenen Bedürfnisse in das Geschehen eingebracht werden können, die somit in einem ambivalenten, kritischen oder zweifelnden Verhältnis gegenüber der eingenommenen Rolle stehen. Überschneidungen bestehen hinsichtlich der Kritikkompetenz.

## Sechs Formen der Rollendistanz
1. Distanzierung vom Geschehen, indem man auf eine andere Realitätsebene ausweicht
2. Distanzierung, indem man sich nicht mehr beteiligt und sein Engagement zurücknimmt
3. Distanzierung durch Ironie, Scherz, Humor
4. Distanzierung, indem man gleichzeitig auf unterschiedlichen „Kanälen“ zwischen zwei Bezugsgruppen Signale austauscht
5. Distanzierung, indem man sich in eine andere Rolle „rettet“ (ausweicht)
6. Distanzierung durch Überbetonung der Rollenhaftigkeit des Verhaltens[2]

Die Fähigkeit zur Rollendistanz hängt von der Art und dem Grad der Verinnerlichung von Normen ab.

## Drei Charaktertypen
1. Der konventionelle Charaktertyp[3] hat die Normen rigide verinnerlicht, d. h., sie wurden ihm im Laufe des Sozialisationsprozesses starr aufgezwungen. Die Folge ist, dass er in allen Interaktionen bemüht ist, den Rollenerwartungen um jeden Preis nachzukommen.(Zwangscharakter, Neurotiker)
2. Der externalisierte Charaktertyp, der Normen überhaupt nicht verinnerlicht hat (er hat kein Gewissen im Sinne einer inneren Kontrollinstanz: vielmehr wird sein Verhalten von externen Instanzen bestimmt, d. h., er handelt normenkonform nur dann, wenn er Angst vor Strafe bzw. Hoffnung auf Belohnung hat).
3. Der humanistische Charaktertyp, hat, wie der konventionelle Typ, die Normen verinnerlicht, aber im Gegensatz zu diesem nicht so rigide, so dass er vor ihrer Anwendung ihre Auswirkung auf ihre Interessen und Gefühle aller Beteiligten überprüft und sich dann gegebenenfalls von ihrer Anwendung distanziert.

## Rollendistanz nach Goffman
Goffmans Begriff der Rollendistanz meint eine Trennung oder Abgrenzung des Individuums zu der von ihm gespielten Rolle. Diese Trennung ist somit – egal ob beabsichtigt oder nicht – durch das Rollenverhalten des Individuum selbst herbeigeführt und kann unterschiedliche Ausmaße annehmen.

### Entstehung und Kern der Rollendistanz
Was unterscheidet nach Goffman nun die Einnahme von Rollendistanz von herkömmlichen Rollenverhalten?
Rollendistanz besteht dort, wo die Rolle eines Individuums von diesem nicht erfasst wird. Das Erfassen einer Rolle beinhaltet die Verbindung zur Rolle sowie die Demonstration der Qualifikation und des Einsatzes körperlich-geistiger Fähigkeiten sie adäquat zu spielen. In diesem Prozess wird das Individuum eins mit seiner Rolle, geht sozusagen in ihr auf, und nimmt, wie Goffman es beschreibt, das Selbst damit vollständig an.
Im Kern bedeutet dies für das Konzept der Rollendistanz bei Goffman die Distanzierung des Individuums von der Rolle sowie die Leugnung des Selbst:
"Das Individuum leugnet tatsächlich nicht die Rolle, sondern das faktische Selbst, das in der Rolle für andere Darsteller enthalten ist, die die Rolle akzeptieren."
Rollendistanz kann nun verschieden geartet sein als auch auf verschiedenem Wege erreicht werden, was wiederum die unterschiedlichen Gründe für ein solches Handeln veranschaulicht.

### Funktionen der Rollendistanz
Wie gezeigt, hebt Hillmann die ambivalente Haltung des Individuums gegenüber der Rolle für Goffman hervor. Grund dafür kann die Ablehnung der Rolle sein, oder die Ansicht, sie wäre für sich selbst nicht adäquat.
Wenn etwa ein Schaulustiger in die Reihen eines Demonstrationszuges gerät, kann er sich durch übertrieben passives Verhalten und Beobachten von der Rolle des Demonstranten, in die er gedrängt wird, distanzieren. Ähnlich geht es dem atheistischen Kirchenbesucher: Durch übertriebene Langeweile während des Gottesdienstes wird gezeigt, dass sich das Individuum von der Rolle des gläubigen Kirchgängers deutlich distanziert.
Hierbei handelt es sich um eine Distanzierung von der Rolle im negativen Sinne, obwohl das nicht immer der Fall sein muss. Rollendistanz kann durchaus auch positiv, das vorliegende Handlungssystem unterstützend und aufrechterhaltend wirken. Goffman zeigt dies an dem Beispiel einer medizinischen Operation: Solange der leitende Chefchirurg sich von seiner Rolle ein wenig löst und nicht jede Ungenauigkeit der Assistenzärzte sofort ahndet, sondern sie in einem für die Rolle des Chefchirurgen unüblichen Ton auf diese aufmerksam macht, motiviert er seine Mitarbeiter in Bezug auf die Operation. Damit kommt wiederum der Chefchirurg seiner Aufgabe, das Team zu leiten, sowie die Operation zu einem bestmöglichen Ausgang zu bringen, näher.
Damit kann Rollendistanz ebenso als ernst zu nehmendes Instrument gesehen werden, mit dem Menschen tagtäglich verschiedenste Handlungssysteme, und damit Teile der sozialen Realität, aufrechterhalten.

### Eingliederung in die Rollentheorie
Das Phänomen der Rollendistanz ist nach Goffman eine Möglichkeit, sich von dem eigenen Verhalten zu distanzieren. Der Begriff schließt damit an der Erklärung sowie der Entschuldigung an, zwei Arten der Trennung des Individuums von seinen eigenen Handlungen.
Im Weiteren ist die Rollendistanz ein nützliches Instrument für die Erfassung von Verhalten, welches zwischen den vorgeschriebenen Rollenerwartungen sowie dem tatsächlichen Rollenverhalten liegt, und somit schwer analytisch fassbar ist.